# Valerij Vesjko
Valerij Ivanovytj Vesjko (ukrainska: Валерій Іванович Вешко), född den 2 januari 1966 i Volotjisk i Chmelnitskij oblast i Ukrainska SSR i Sovjetunionen (nu Volotjysk i Chmelnytskyj oblast i Ukraina), är en ukrainsk före detta kanotist som tävlade för Sovjetunionen.
Han tog bland annat VM-silver i C-2 500 meter i samband med sprintvärldsmästerskapen i kanotsport 1987 i Duisburg.